# Roger Boutry

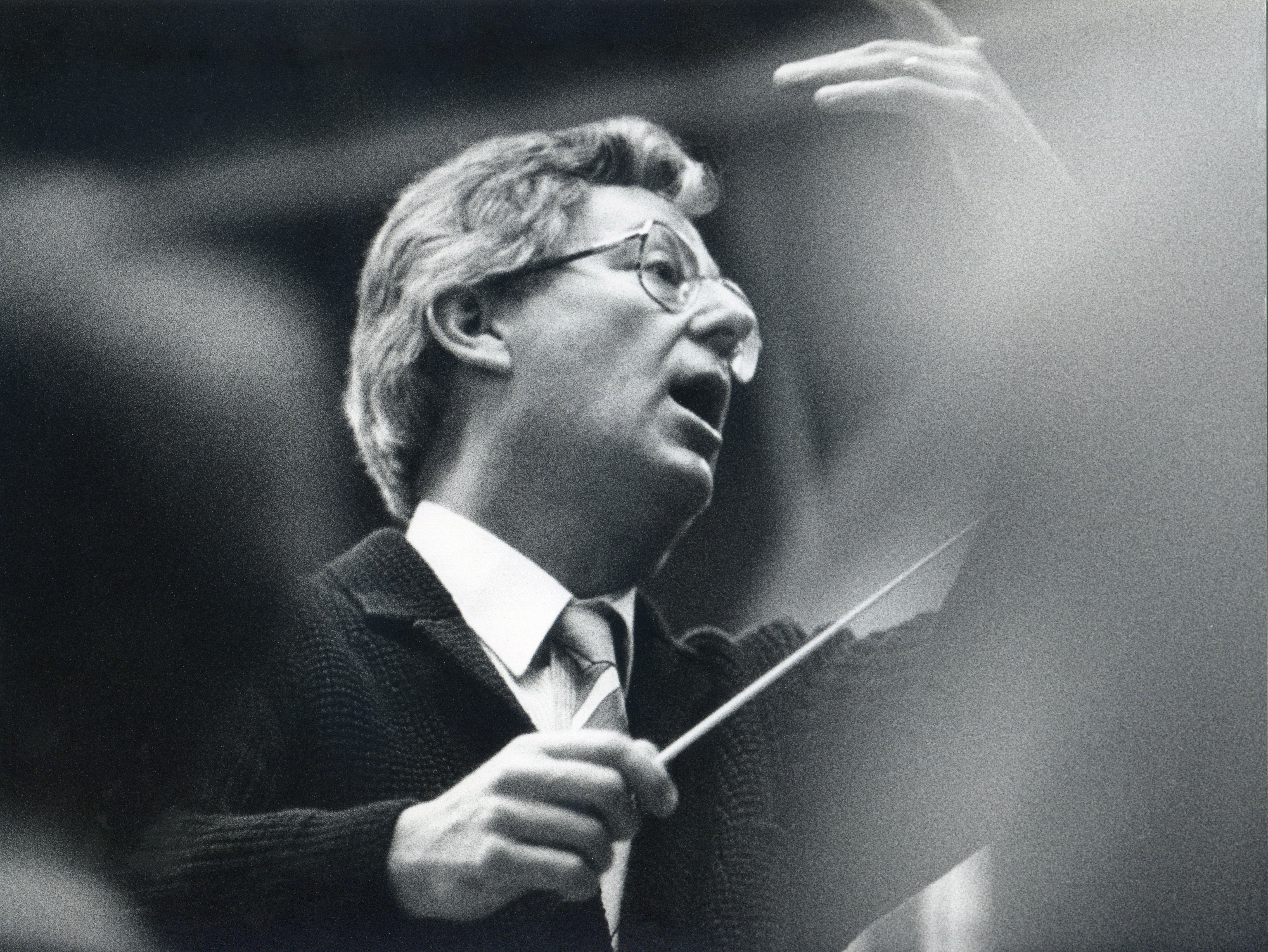
Roger Boutry, 2020

Roger Boutry (* 27. Februar 1932 in Paris; † 7. September 2019) war ein französischer Komponist, Professor, Dirigent und Pianist.

## Werdegang
Roger Boutry begann mit 11 Jahren sein Studium am Conservatoire national supérieur de musique bei Nadia Boulanger, Marguerite Long und Tony Aubin. Er erreichte acht erste Preise, davon einen für Klavier bereits im Alter von 16 Jahren und einen für Orchesterdirektion 1953 in der Klasse von Louis Fourestier sowie in den Fächern Musiktheorie, Kammermusik, Harmonielehre, Fuge, Kontrapunkt, Begleitung und Komposition. 
1954 wurde er mit dem Prix de Rome und 1963 mit dem Grand Prix musical de la Ville de Paris ausgezeichnet. 1958 gewann er den Tschaikowsky-Klavier-Wettbewerb in Moskau. 1962 wurde er am Conservatoire national supérieur de musique in Paris zum Professor für Harmonielehre berufen.
Von 1973 bis 1997 war er Chefdirigent der Musique de la Garde républicaine in Paris. Er hat zahlreiche Rundfunkaufnahmen und Schallplatten- und CD-Einspielungen mit diesem Elite-Blasorchester realisiert. Ferner war er Gastdirigent bei zahlreichen europäischen Orchestern, so etwa beim Choeurs & Orchestre National de l’Opera de Monte-Carlo.

## Werke
| - Concerto-Fantaisie, pour 2 pianos et orchestre - Concerto, pour flûte - Concerto pour orchestre - Divertimento, pour orchestre de chambre - Reflets sur Rome, pour orchestre - Sketch, pour quatuor de saxophones et cordes - Burlesque, pour orchestre d’Harmonie - C.M.F. 2000, Hymne pour Orchestre d’harmonie - Concerto for Piano and Wind Orchestra „Wu Ji“ - Concerto pour trompette et orchestre d’harmonie 1. Allegro 2. Scherzo 3. Andante 4. Intermezzo 5. Final - Divertimento, für Alt-Saxophon und Blasorchester 1. Allegro ma non troppo 2. Andante 3. Presto - Fantaisie, pour trombone et orchestre d’Harmonie 1. Maestoso – Andantino 2. Allegro 3. Allegro vivace (scherzando) 4. Andantino 5. Allegro Vivace - Fanfare triomphale, pour Orchestre d’Fanfare - Ikiru Yorokobi - Les Chants de l’Apocalypse, pour orchestre d’Harmonie - Ô Paix, Poème pour Chœur à 4 voix mixtes et Petit Orchestre d’Harmonie - Ouverture-Tableau, pour orchestre d’Harmonie - Ouvertures des chants du Monde - Tétrade, pour orchestre d’harmonie (imposée au Concours international de la CISM d’Aix-les-Bains en 1997) - Triptique 51 | - Le Rosaire des joies, ballet pour récitante, soprano, chœur et orchestre nach einem Gedicht von Marie Noël - Passacaille et danse profane, ballet - Chaka, oratorio dramatique et ballet sur un poème de Léopold Senghor, pour récitant, chœur et orchestre - 1957: Capriccio für Posaune - 1966: Sonate für Violine und Klavier - 1972: Interferénces I für Fagott und Klavier - 2003: Cantilena pour violon et piano - 2004: Asuka Rhapsodie pour clarinette et piano - 2004: Trio pour 3 trombones - Alektos für Trompete und Orgel - Choral varie für Posaune und Orgel - Concerto für Posaune und Klavier - Divertimento für Saxophon und Klavier 1. Allegro ma non troppo 2. Andante 3. Presto - Divertissement, für Oboe, Klarinette und Fagott - Etudes atonales, für Fagott - Festival, für Klarinetten-Quartett - Pastels et Contours, pour 5 harpes - Pollux et Saturnin, pour hautbois et basson (2009) - Quatuor de trombones - Serenade, für Alt-Saxophon - Toccata, für Klavier Solo - Trombonera, für Posaune und Klavier - Tubaroque, für Euphonium - Tubacchanale, für Euphonium |